# Івахновичі
Івахновичі (біл. Івахнавічы) — село в Білорусі, у Берестейському районі Берестейської області. Орган місцевого самоврядування — Чорнавчицька сільська рада.

## Географія
Розташоване за 20 км на північ від Берестя.

## Історія
У грудні 1988 року 24 мешканці села надіслали на ім'я Голови Президії Верховної Ради УРСР Валентини Шевченко та Голови Президії Верховної Ради БРСР Георгія Таразевича клопотання «Про зміну статусу південної частини Берестейської області». У клопотанні йшлося також про офіційне визнання їх українцями.

## Населення
За переписом населення Білорусі 2009 року чисельність населення села становила 140 осіб.